# IPhone 6s
iPhone 6s（アイフォーン シックスエス）は、Appleが開発・販売していたiPhoneの第9世代目のモデルである。

## 概要
2015年9月9日（現地時間）、アメリカ・カリフォルニア州サンフランシスコのBill Graham Civic Auditoriumで開催された「Special Event September 2015」でiPhone 6s Plus・12.9インチiPad Pro (第1世代)・iPad mini 4・Apple TV HDと共に発表された。
2015年9月12日、日本では午後4時01分から予約開始。日本国内ではNTTドコモとKDDI・沖縄セルラー電話連合（au）、ソフトバンクから販売されるほか、Apple StoreではSIMフリー版が販売される。
2015年9月25日、ニュージーランド、オーストラリア、日本、中国、香港、シンガポール、ドイツ、フランス、イギリス、カナダ、アメリカ合衆国、プエルトリコ（時差順）で先行発売。日本では日本時間の8時に発売が開始された。
次世代のiPhone 7が発売されてから、値下げとともに32GBモデル、128GBモデルの2種類に刷新された。16GBモデル、64GBモデルの販売は終了した。
その後、従来の主要3キャリアに加えて、2017年10月6日にY!mobileが販売を開始。同年10月13日にはUQ mobileからも販売を開始した。なお、2017年10月現在、iPhone 6s Plusは両キャリアとも取り扱っていない。
2018年9月13日にiPhone XS、XS Max、XRの発表とともにApple Storeでの販売を終了した。
一方、2018年8月27日にNTTドコモがdocomo with対応機種として再販を発表した。
2021年6月7日にWWDC21より発表されたiOS 15において、iPhone 6s・iPhone 6s Plusもサポート対象となった。これにより歴代最長のサポート期間7年を記録し、ユーザーから反響を呼んだ。
この7年という記録は、iPhone XS/XS Max、iPhone XRがiOS 18のサポート対象となったことで歴代最長に肩を並べることとなった。
それから翌年の2022年6月7日にWWDC22より発表されたiOS 16では、遂にiPhone 6s Plus / iPhone SE (第1世代) / iPhone 7 / iPhone 7 Plus / iPod touch (第7世代)と共にサポート対象外となった。

## 特徴

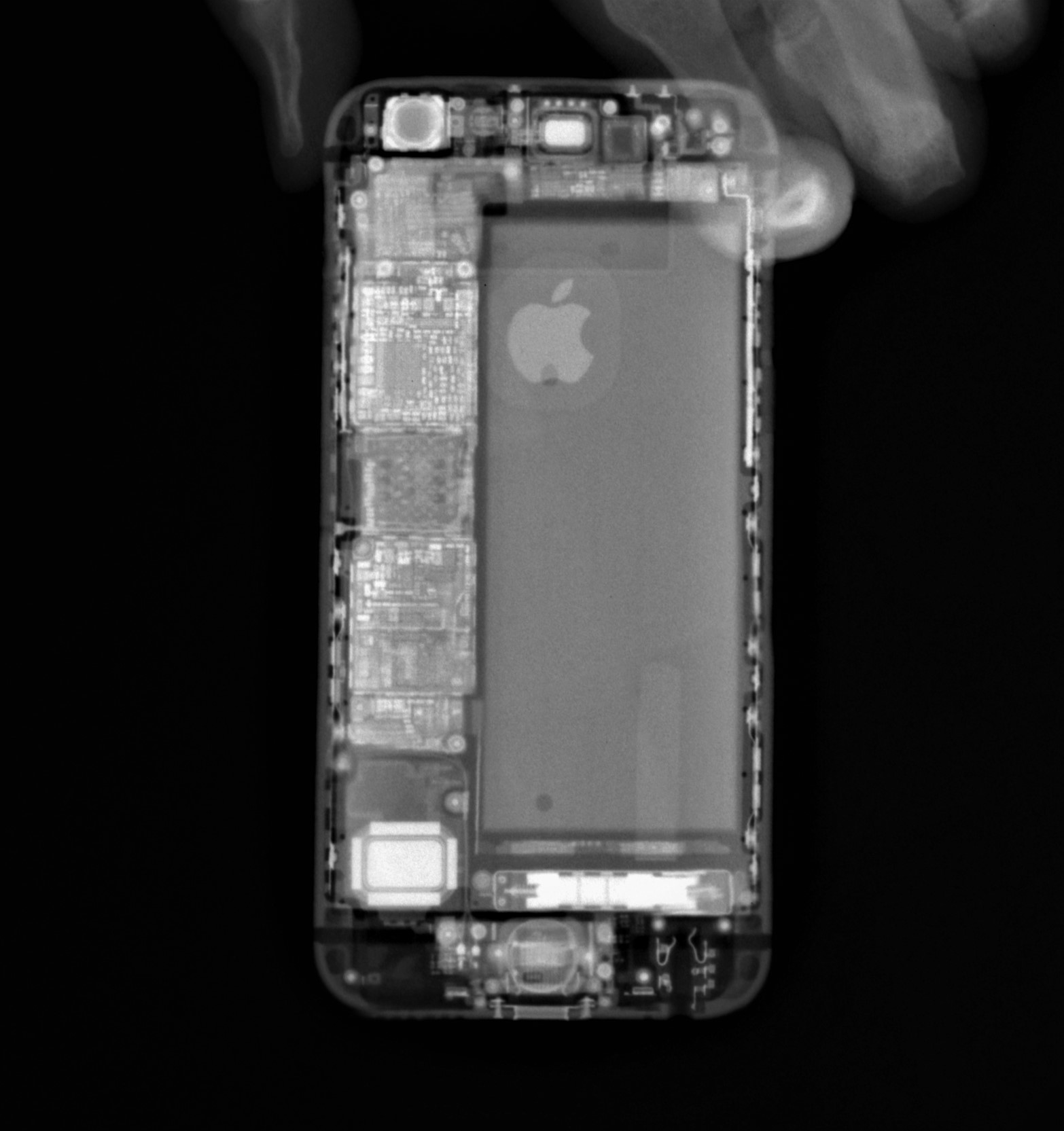
内部構造

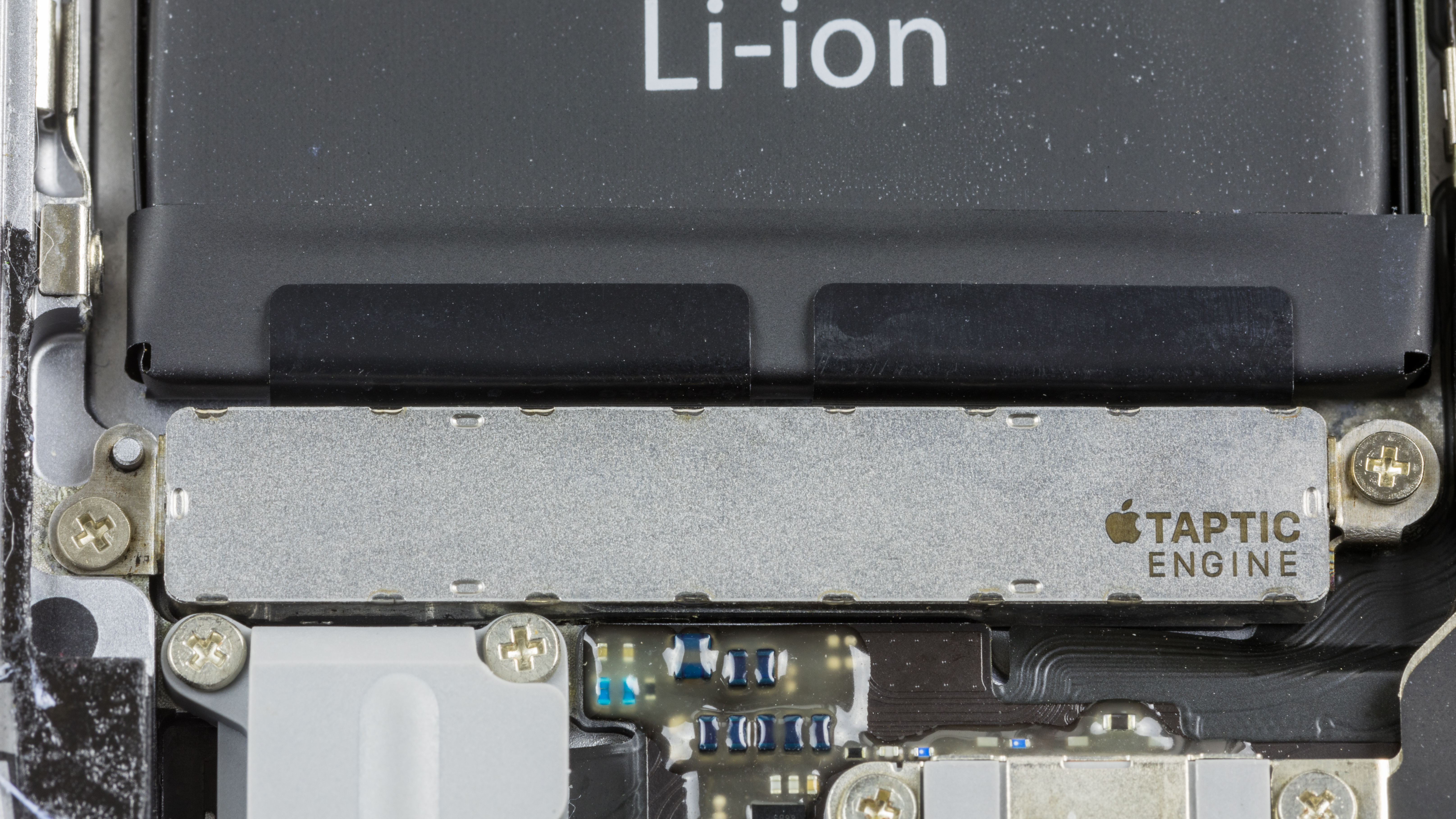
Taptic Engine

SoCにはApple A9を採用、iPhone 6に引き続き64bitアーキテクチャとなっており、パフォーマンスはCPUが70%、GPUが90%向上したとしている。採用されたモーションコプロセッサーのM9はSoCに組み込まれており、バッテリー駆動時間が向上したほか、各種センサーの常時起動性能の向上も計られ、Siriが常時起動状態となりいつでも「Hey Siri」と呼びかけることでSiriを呼び出すことが可能となった。指紋認証システムのTouch IDも第2世代となり、指紋認証が従来よりも高速化している。
外見上はiPhone 6とほぼ同じであるが、ケースにApple Watch Sportでも使用されたアルミニウム7000シリーズが採用され、強度は前世代比較で2倍以上と言われている。その一方で厚さが0.2mm、重量が20g増加している。フロントガラスはイオン強化ガラスを採用。またカラーバリエーションは従来のシルバー、ゴールド、スペースグレイと、新たにローズゴールドが加わった4色となる。
ディスプレイは新たに「3D Touch」という新たな操作が追加されている。ディスプレイのバックライトに組み込まれた容量性センサーが圧力を検出する。またApple Watchでも用いられているハプティックス、「Taptic Engine」を内蔵することで、押し込んだ動作を感知すると振動として押した感触を伝えることができるようになっている。これにより軽く押し込む「Peek」と深く押し込むと「Pop」という動作が追加され、例えばメールでは一覧上で軽く押し込むとプレビューを表示することができ、さらに深く押し込む事で全文を表示することができる。またメールなどに書かれているURLを軽く押し込むとそのWebサイトのプレビューができ深く押し込むとSafariが起動する、同様に住所を軽く押し込むとその場所の地図のプレビューが表示され深く押し込むとマップアプリが起動する、写真撮影中にサムネイル画像を軽く押し込むと撮った写真のプレビューを表示する、などの操作ができるようになった。このほか、ホーム画面でのアイコンを押し込む事で頻繁に使われる操作がクイックメニューとして表示される「クイックアクション」や、キーボード上で押し込むとトラックパッドのようにカーソルを操作できる、画面左端を押し込みながらスライドするとアプリスイッチャーが表示される、メモアプリなどで手書きを行った場合感圧によって太さが変えられる、などの機能も使えるようになる。
メインカメラのiSightは画素数が12メガピクセル（1,200万画素）に増強され、画素間で光が混入しないような仕組みが施されている。動画撮影時には4K（3,840×2,160ドット）30fpsの動画が撮影可能となった。また写真撮影時に短い動画を同時記録する「Live Photos」を搭載、これによる動画は写真アプリ上で3D Touchの押し込み操作を行うことで表示できるほか、ロック画面の待ち受け用にも使うことができる。
フロントカメラのFaceTime HDカメラも画素数が500万画素に増強されたほか、自撮り撮影時にディスプレイを真っ白に明るく光らせる「Retina Flash」機能が追加されている。

### 通信システム
モバイル通信ではLTEの周波数帯が最大23バンドに対応し、CDMAの対応可否で2モデルが用意されている。また、LTE-Advanced（UE Category6）に対応したことで、下りが最大300Mbpsにまで高速化したほか、VoLTEによる通話にも対応している。
日本国内でのLTEによる通信は各キャリアで以下の通りとなる。
- NTTドコモ：PREMIUM 4Gの高速通信に対応、東名阪地域では2GHz帯と1.7GHz帯のキャリアアグリゲーションで最大262.5Mbps、それ以外の地域では800MHz帯と2GHz帯のキャリアアグリゲーションで最大187.5Mbpsの通信が可能となる[8]。
- au：au 4G LTE、WiMAX2+いずれもキャリアアグリゲーションに対応し、それぞれ最大で225Mbpsと220Mbpsの通信が可能となる[9]。
- ソフトバンク：SoftBank 4G LTE、SoftBank 4Gいずれもキャリアアグリゲーションに対応し、それぞれ最大で187.5Mbpsと165Mbpsの通信が可能となる[10]。

なお、3GのCDMAについては対応周波数帯が4バンドに増えたものの、これまで対応していたEV-DO Rev.B（MC-Rev.A）が未対応になったため、これを使っていたauのWIN HIGH SPEEDが使用できなくなる。
Wi-FiはIEEE 802.11a/b/g/n/acで、新たにMIMOに対応したことから11acで最大866Mbpsでの通信が可能となった。またBluetoothも4.2に対応している。

### 急速充電の仕様
iPhone 6同様に、iPhone 6sを急速充電するにはApple 10W USB電源アダプタもしくは、Apple 12W USB電源アダプタを使用する必要がある。急速充電を行うと30分で50%まで充電できる。MacのUSBポートでも最大2.1Aで急速充電が出来る。

## CPU Gate 問題
iPhone 6s/6s Plusに搭載されたSoCのApple A9はサムスン電子とTSMCが製造を分担しているが、サムスン電子製(APL0898)が14nmプロセス、TSMC製(APL1022)が16nmプロセスで製造されているなど、チップの詳細部分においては若干の違いがある。このため、同一モデルのiPhone 6s/6s Plusであっても個体によって搭載されているチップが違う。
また、サムスン電子製のチップを搭載した個体はTSMC製のチップを搭載したものよりもバッテリー持続時間が2時間ほど短い旨がRedditやMacRumorsでユーザーから指摘され、これをEngadgetが紹介、検証を行うなどした。ウォーターゲート事件や、iPhone 4発売当時に問題となり名づけられたアンテナゲート事件に絡め、CPUゲート問題と呼ばれる。
こうしたユーザーの指摘や検証報道を受け、Appleは、搭載しているコンポーネントの相違のため2%～3%の違いがあることを公式に認めるコメントを出した。

## バッテリー残量表示問題
iPhone 6s/6s Plusで時刻を手動で変更したり、タイムゾーンを手動で変更したりするとバッテリー残量が正しく表示されない場合があり、Appleが公式サポートページで修正方法を案内している。
修正方法
1. iPhoneを再起動
2. 設定＞一般＞日付と時刻 に移動
3. タイムゾーンの自動設定をオンにする
なお、タイムゾーンの設定が最初からオンになっていたり、上記の方法でも問題が発生したりする場合はAppleのサポートに連絡するよう呼びかけている。

## 不具合
Apple純正部品を使って修理されなかったために、画面がタッチ入力に反応しない問題がiOS 11.0.3で修正された。
- 非正規部品で修理すると保証の対象外となる。

### セキュリティホール
修正不能のSecureROMに、Use After Freeという問題が見つかっている。任意のコードが実行できるのは、物理的にアクセス可能な場合のみである。

## iPhone 6sやiPhone 6s Plusの電源が入らない問題に対する修理プログラム
2018年10月から2019年8月までの間に製造された、特定のシリアル番号のものが電源が入らなくなる可能性がある。
適用対象の場合、販売日から2年間無償修理が実施される。
iPhone 6sやiPhone 6s Plusの電源が入らない問題に対する修理プログラム

## 備考
- 日本国内のSIMロック解除義務化に伴い、このモデルより日本国内でも各キャリアのWebサイトやショップ店頭などでSIMロックの解除が可能となる。NTTドコモは前回のSIMロック解除から半年経過していれば購入直後でもロックが解除可能、au（KDDI）とソフトバンクは購入してから180日経過していれば解除が可能となる[19][20]。SIMロック解除には、各キャリアでSIMロック解除手続きが必要で、完全な解除は利用者自身でiPhoneを一度バックアップして初期化しiPhoneを復元すれば自動的にSIMロック解除が表示される。SIMロック解除が表示されていればSIMロック解除が完了したことになる。
- 毎年iPhoneの発売日になるとApple Store店頭では行列が見られたが、前年のiPhone 6/6 Plus発売では中国人などが転売目的で大挙して押し寄せたため、トラブルが発生した。iPhone 6s/6s Plus発売に当たってはこのようなトラブルを防ぐため、中国での発売日をアメリカや日本と同日にしたほか、予約を徹底化させ、発売日の予約無しでの販売も無しにし、予約の受け取りも時間を区切った形にしているなど、対策を講じている。この為、例年見られた行列も今回は前日までには見られない状態となっている[21]。